# IC 3041
IC 3041 је спирална галаксија у сазвјежђу Дјевица која се налази на листи објеката дубоког неба у Индекс каталогу.
Деклинација објекта је + 12° 45' 47" а ректасцензија 12h 12m 42,7s. Привидна величина (магнитуда) објекта IC 3041 износи 16,2 а фотографска магнитуда 17,0.